# Мулараджа I
Мулараджа I (гудж. મૂળરાજ; д/н — 996) — 1-й магараджахіраджа (цар царів) держави Гуджара в 942—996 роках.

## Життєпис
Походив з раджпуського клану Чаулук'я (в подальшому відомого як Соланка). Син Раджі та Ліладеві (сестри Самантасімхи Чавда, магараджи Анагілапатаки). При його народжені померла мати, можливо зроблено було кесарів розтин.
Після смерті вуйка Самантасімхи близько 937 року посилив своє становище з огляду на слабкість нового володаря Анагілапатаки — Бгубати. В наступні роки ймовірно точилася боротьба за владу, поки близько 942 року не повалив Бгубату (за іншими відомостями його брата, ім'я якого невідоме). За легендами Соланка, Самантасімха підчасбенкету напідпитку призначив Мулараджу замість себе магараджею. Протверезівши, оголосив Мулараджу позбавленим владу. У відповідь той повалив вуйка. Ця вигадка була призначена для дискредитації Самантасімхи. В будь-якому разі Мулараджа повалив династію Чавда й став магараджею Анагілапатаки, оголосивши про утворення держави Гуджара у долині річки Сарасваті (сучасний північний Гуджарат). Для зміцнення свого становища знищив податки, надав гроші та подарунки воякам, родичам, брагманам.
Спочатку воював проти династії Чудасама, що панували в сучасній Саураштрі, втім перебіг військових подій достеменно невідомий. В переказах, йдеться про війну проти Ґрахаріпу. Успіхи проти нього спричинили конфлікт з союзником Мулараджи I — Лакшою, правителем Джадеджі з Катча (південнозахідний Гуджарат). Ймовірно Мулараджа намагався підкорити увесь регіон, відновивши кордони Держави Майтраків. Йому вдалося лише приєднати деякі володіння Катча і Саураштри. За цим прийняв титул магараджахіраджа (цар царів).
У 960-х роках скористався послабленням Раштракутів, захопивши регіон Лата (південносхідний Гуджарат). Втім незабаром зіткнувся у боротьбі за нього з Лакшманараджа II Калачура, магараджею Чеді. Зазнав поразки й втратив Лата.
Близько 974/975 року зіткнувся з вторгненням Віґрахараджи II Чаухана, магараджи Сакамбхарі. Водночас з півдня атаковано Барапа Чалук'я, магараджею Лата (васала магараджахіраджа Тайлапи II). Мулараджа I відступив до фортеці Кантхадурга, де опинився в облозі Віґрахараджи II. Правитель Гуджара поступився частиною своєї території Чаухан, вимушен був сплатити данину. Після цього виступив проти Барапи, але не досяг успіху. Лише у 980-х роках зумів завдати поразки Барапі.
Помер близько 996 року. Йому спадкував син Чамундараджа.

## Будівництво
Активно підтримував брагманів, виділяючи коштина зведення та утримання храмів — Тріпурушапрасада в Анахілапатаці, Хатакешвара, Муні Бава поблизу Тхангада, Адінат у Ваднагарі, Хохрадера в Канткоті, Харішчандра-ні-Чорі в Шамладжі й Мульнараянапрасад у Сіддхпурі. Оселив брагманів у Ваднагарі, переселених з Північної Індії. Почав спорудження шиваїстського храму Рудрамагалая.
Незважаючи на те, що він був шиваїтом, він фундував храм Мулавасатіка (резиденція Мули) для джайністської секти Дигамбара та храм Муланатхаджінадеви для Светамбари. Після перемоги над Грахаріпу відбудував великий храм у Сомнатх. У 954 році його сановник Кункана побудував джайнський храм у Чандраваті.